# Golpe de Sorte: Um Conto de Natal
Golpe de Sorte: Um Conto de Natal é um telefilme português escrito por Vera Sacramento que estreou a 21 de dezembro de 2019. O telefilme faz parte do universo da série de sucesso da SIC, Golpe de Sorte.

## Produção
Daniel Oliveira, diretor-geral de entretenimento e ficção, revelou que desejava fazer um telefilme de natal emitido antes da transmissão da nova temporada, sendo também revelado que as gravações do telefilme iam iniciar-se em novembro, de modo a que possa ser exibido em dezembro de 2019. Um mês depois da confirmação do telefilme, foi revelada a sua sinopse.

### Escolha do elenco
O primeiro nome revelado para o telefime foi o de Ângelo Rodrigues, sendo também revelado que seria curta participação, devido ao problema de saúde que teve em agosto de 2019. Dias depois, foi anunciado que o elenco todo da série se manteve para o filme, à exceção de Diana Chaves devido à sua história ter terminado na terceira temporada.

### Gravações
As gravações do telefilme começaram a 26 de novembro de 2019 e terminaram a 1 de dezembro de 2019.

## Exibição
A promoção do telefime Um Conto de Natal, da série Golpe de Sorte, arrancou a 16 de dezembro de 2019, tendo sido revelado uma semana antes a data de estreia do telefilme, 21 de dezembro, na marca recém-recuperada ‘SIC Filmes’.
Com o lançamento da OPTO, a plataforma de streaming da SIC, o filme foi lançado a 24 de novembro de 2020.

## Elenco

### Elenco principal
| Ator/Atriz        | Personagem          |
| ----------------- | ------------------- |
| Maria João Abreu  | Maria do Céu Garcia |
| Dânia Neto        | Sílvia Mira         |
| Jorge Corrula     | Caio Amaral         |
| Isabela Valadeiro | Telma Garcia        |
| Ângelo Rodrigues  | Bruno Garcia        |
| Manuela Maria     | Preciosa Toledo     |
| José Raposo       | José Luís Toledo    |
| Carolina Carvalho | Jéssica Toledo      |

### Elenco recorrente
| Ator/Atriz           | Personagem              |
| -------------------- | ----------------------- |
| Rui Mendes           | Natário Garcia          |
| Vítor Norte          | Horácio Toledo          |
| Henriqueta Maya      | Cremilde Reis           |
| Carmen Santos        | Lúcia Garcia            |
| Rosa do Canto        | Amália Reis             |
| Helena Laureano      | Rosanne Toledo          |
| João Paulo Rodrigues | Justino «Tino» Sanganha |
| Cecília Henriques    | Graciete Pompeu         |
| José Carlos Pereira  | Vítor «Vitinho»         |

### Elenco infantil
| Ator/Atriz       | Personagem                            |
| ---------------- | ------------------------------------- |
| Elgar do Rosário | Fernando Júnior Alves Craveiro Garcia |
| Tomás Sousa      | Bruno «Bruninho» Toledo Garcia        |
| Ana Costa        | Carlota Toledo Garcia                 |

## Audiências
Golpe de Sorte: Um Conto de Natal estreou a 21 de dezembro de 2019 com 12,1% de rating e 26,9% de share, com cerca de 1 milhão e 356 mil espectadores, na liderança absoluta, com um pico de 13,2% de audiência e 30,6% de share.